# Заводська міська територіальна громада
Заводська міська громада — територіальна громада в Україні, в Миргородському районі Полтавської області. Адміністративний центр — місто Заводське.
Площа громади — 202,9 км², населення — 11 484 мешканці (2020).
Територією громади протікають річки Сула, Артополот, Бодаква.

## Населені пункти
У складі громади 1 місто (Заводське) і 10 сіл:
- Бодаква
- Вишневе
- Заморіївка
- Нижня Будаківка
- Піски
- Пісочки
- Хрулі
- Червоні Луки
- Шевченки
- Яремівщина